# Peter Joppich
Peter Joppich (ur. 21 grudnia 1982 w Koblencji) – niemiecki florecista, brązowy medalista olimpijski, wielokrotny medalista mistrzostw świata i Europy.
Na igrzyskach olimpijskich w Atenach w 2004 roku był szósty w zawodach indywidualnych i drużynowych. Na rozgrywanych cztery lata później igrzyskach olimpijskich w Pekinie zajął piątą pozycję w turnieju indywidualnym. Podczas igrzysk w Londynie w 2012 roku reprezentacja Niemiec w składzie: Sebastian Bachmann, Peter Joppich, Benjamin Kleibrink i André Weßels zdobyli brązowy medal w rywalizacji drużynowej. Na tej samej imprezie był też dziewiąty indywidualnie. Następnie był dwunasty indywidualnie na igrzyskach w Rio de Janeiro w 2016 roku. Brał też udział w igrzyskach olimpijskich w Tokio, gdzie w zawodach indywidualnych był piętnasty, a w drużynowych szósty.
Podczas mistrzostw świata w Lizbonie w 2002 roku razem z Ralfem Bißdorfem, Larsem Schache i André Weßelsem wywalczył złoto w zawodach drużynowych. W tej samej konkurencji Niemcy z Joppichem w składzie zdobyli też srebrne medale na mistrzostwach świata w Turynie (2006), mistrzostwach świata w Petersburgu (2007), mistrzostwach świata w Pekinie (2008) i mistrzostwach świata w Antalyi (2009) oraz brązowe podczas mistrzostw świata w Hawanie (2003), mistrzostw świata w Lipsku (2005) i mistrzostw świata w Katanii (2011). Ponadto czterokrotnie zdobywał indywidualnie złote medale: na mistrzostwach świata w Hawanie (2003), mistrzostwach świata w Turynie (2006), mistrzostwach świata w Petersburgu (2007) i mistrzostwach świata w Paryżu (2010). Był również trzeci podczas mistrzostw świata w Antalyi (2009).
Wielokrotnie zdobywał medale mistrzostw Europy, w tym złote drużynowo na mistrzostwach Europy w Gandawie (2007) oraz indywidualnie i drużynowo mistrzostwach Europy w Zagrzebiu (2013).